# Korytňany
Korytňany (ukrajinsky Коритняни, maďarsky Kereknye) jsou obec ve venkovské územní komunitě Cholmok, v okrese Užhorod, v Zakarpatské oblasti na Ukrajině. Částí obce Korytňany je Kinčeš. V roce 2025 žilo v celé obci 1 924 obyvatel.

## Historie
Do uzavření Trianonské smlouvy byla obec součástí Uherska, poté byla součástí československé první republiky. V roce 1922 byla vedena pod názvem Koritňany. V roce 1921 zde stálo 169 domů a žilo 821 obyvatel, z toho 10 Čechů a Slováků, 704 Rusínů, 82 Maďarů a 19 Židů.  V roce 1930 žilo v Korytňanech 815 obyvatel. Během první československé republiky působila v obci národohospodářská škola, na které se vyučovalo v rusínském jazyce. Byla zde také základní, později sedmiletá škola, ve které studovalo 100 až 130 žáků. 
V letech 1938 až 1944 byly Korytňany na základě Vídeňské arbitráže součástí Maďarského království; v tomto období byla v obci zrušena rusínská škola a byla zřízena maďarská škola. Od roku 1945 byla obec součástí Ukrajinské sovětské socialistické republiky, která byla součástí SSSR. Od roku 1991 je obec součástí nezávislé Ukrajiny. 
Dne 25. září 2020 byla v obci odhalena pamětní deska Tomáše Bati.

## Partnerské obce
- Jevíčko, Česko[8]